# Göran Claeson
Göran Claeson, né le 4 mars 1945 à Stockholm, est un patineur de vitesse suédois.

## Biographie
Göran Claeson obtient la médaille de bronze sur 1 500 mètres lors des Jeux olympiques d'hiver de 1972 à Sapporo au Japon. L'année suivante, il est champion du monde et d'Europe toutes épreuves et obtient le prix Oscar Mathisen, qui récompense le meilleur patineur de vitesse de la saison. Claeson conserve le titre européen en 1974 et gagne également sept titres suédois de 1969 à 1975. Après sa carrière, il travaille dans les assurances.

## Palmarès
| Compétition                           | Or        | Argent    | Bronze         |
| Jeux olympiques                       | –         | –         | 1972 (1 500 m) |
| Championnats du monde toutes épreuves | 1973      | 1969 1971 | 1974           |
| Championnats d'Europe toutes épreuves | 1973 1974 | –         | 1969 1970      |

## Records personnels
| Distance      | Temps         | Année |
| ------------- | ------------- | ----- |
| 500 mètres    | 39 s 2        | 1972  |
| 1 000 mètres  | 1 min 20 s 2  | 1971  |
| 1 500 mètres  | 2 min 0 s 1   | 1971  |
| 5 000 mètres  | 7 min 17 s    | 1969  |
| 10 000 mètres | 15 min 18 s 7 | 1971  |